# Andrea Neumann
Andrea Neumann, (Freiburg im Breisgau, 1968 –) német avantgardista zeneszerző. Saját tervezésű módosított zongorán játszik. Az általa tervezett zongora nem rendelkezik hagyományos ütőmechanizmussal.

## Pályafutása

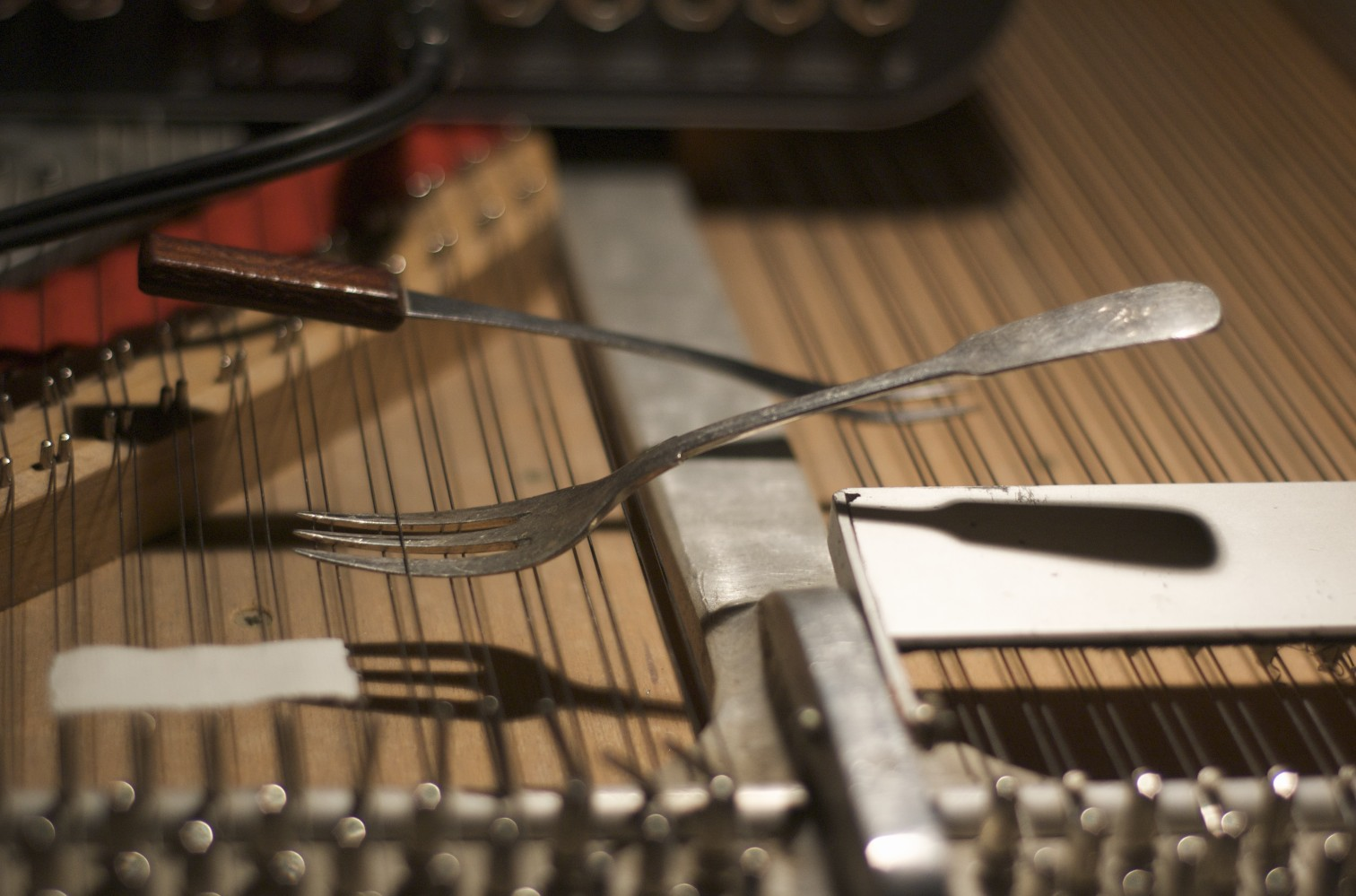
Neumann Andrea beltéri zongorája evőeszközökkel

Neumann a Berlin University of the Artson tanult zongorázni. 1995 óta a berlini improvizációs zenészcdoport tagja. 2000 óta társszervezője és kurátora a "Labor Sonor" kísérleti zenét, filmeket és performanszokat bemutató sorozatának Berlinben. 2008-ban a Los Angeles-i Villa Aurora munkatársa volt. 2008-ban díjat kapott a Prix Ars Electronicától a Videobrücke Berlintől Sabine Ercklentzzel.
Neumann egy úgynevezett "beltéri zongorán" játszik, amelyet Bernd Bittmann zongoragyártó készített neki. Zeena Parkins preparált hárfája ihlette a beltéri zongorát úgy, hogy csak a hangfalból és a húrokból álljon. A zongorát olyan hétköznapi tárgyak egészítik ki, mint az evőeszközök, borotvák vagy krumplinyomó, íj, golyók, stb. A hangok rögzítése kontaktmikrofonokkal és gitárhangszedőkkel történik. A hangszer erősítését az előadás során állítják be.
2005-ben Neumann társalapítója a Les Femmes Savantes művészegyüttesnek. További tagok Sabine Ercklentz, Ute Wassermann és Ana Maria Rodriguez.
A Les Femmes Savantes többi tagjának szerzeményei mellett John Cage, George Brecht, Chiyoko Szlavnics és mások műveit is rögzítették. Neumann olyan zenészekkel is dolgozott, mint Burkhard Beins, Axel Dörner Sabine Ercklentz, Annette Krebs, Ana Maria Rodriguez és Ignaz Schick.

## Munkái
- 4 Akteure, 2007
- Erosion, 2012
- Rencontre 2 for glissando, (fuvola és visszacsatolás), 2013
- drehwurm, 2016 (with Sabine Ercklentz)

## Albumok
- Axel Dörner, Andrea Neumann, Sven-Åke Johansson: Barcelona Series (2000)
- Andrea Neumann, Toshimaru Nakamura (2001)
- Ignaz Schick, Andrea Neumann: „Sápatag” (2001)
- Andrea Neumann, Annette Krebs: „Rotophormen” (2001)
- Andrea Neumann, Burkhard Beins: „Lidingö” (2002)
- Kaffe Matthews, Andrea Neumann, Myoui Sachiko: „Tűz esetén menjen a lépcsőn!” (2002)
- Sabine Ercklentz, Andrea Neumann (2003)
- Axel Dörner, Greg Kelley, Andrea Neumann, Bhob Rainey Thanks: „Készpénz” (2004)
- Andrea Neumann & Ivan Palacký: „Pappeltalks” (2009)
- Sabine Ercklentz, Andrea Neumann: „Elidegenedés” (2010)
- Sophie Agnel, Bertrand Gauguet, Andrea Neumann: „Spiral Inputs” (2011)
- Klaus Filip, Toshimaru Nakamura, Andrea Neumann, Ivan Palacký: „tárgyak” (2012)
- Martin Tétreault, Andrea Neumann, Live in St. Henri (2012)
- Sven-Åke Johansson, Andrea Neumann, Axel Dörner: „Nagy kertészeti kiállítás” (2012)
- Andrea Neumann: „Bonnie Jones zöld, úgy látom” (2012)
- Duo Vertex, Axel Dörner, Andrea Neumann: „Fenntartharóság” (2015)
- Andrea Neumann, Sharif Sehnaoui, Michael Thieke, Michael Vorfeld (2016)

## Fordítás
Ez a szócikk részben vagy egészben  az   Andrea Neumann című német Wikipédia-szócikk ezen változatának fordításán alapul.  Az eredeti cikk szerkesztőit annak laptörténete sorolja fel. Ez a jelzés csupán a megfogalmazás eredetét és a szerzői jogokat jelzi, nem szolgál a cikkben szereplő információk forrásmegjelöléseként.